# Sobralia aerata
Sobralia aerata là một loài thực vật có hoa trong họ Lan. Loài này được (C.K.Allen & L.O.Williams) Garay mô tả khoa học đầu tiên năm 2007.